# Magyar László András
Magyar László András (Budapest, 1956. január 26. – ?, 2022. március 10. vagy előtte) magyar orvostörténész, szak- és szépíró, klasszika-filológus, költő, műfordító.

## Élete
Zsidó eredetű családból származott. Az Eötvös Loránd Tudományegyetemen 1981-ben szerzett latin-magyar tanári diplomát, 1984-ben pedig latin irodalomtörténetből egyetemi doktori címet. 1981-től a Semmelweis Orvostörténeti Múzeum, Könyvtár és Levéltár munkatársaként dolgozott, a 2000-es években főigazgató-helyettes is volt.
Mintegy 40 éven keresztül dolgozott ifjabb Antall József (1932–1993), a későbbi miniszterelnök utódaként a Semmelweis Orvostörténeti Múzeum, Könyvtár és Adattárban, egy ideig a főigazgató-helyettesi pozíciót is betöltötte.
Számos könyvet írt és fordított különböző nyelvekről (saját állítása szerint nem kevesebb, mint 64-et). Több orvostörténeti népszerű-ismeretterjesztő műve mellett szépirodalmi könyvei (verses és novellás kötetek) is megjelentek. Számos nyelven beszélt, és nagy számú régi, XVI–XVII. századi orvosi könyvet olvasott át, és ezekből jegyzetelte ki saját művelődéstörténeti jellegű könyveihez a különböző adatokat, érdekességeket. 1989-ben megjelent első műve, a Bevezetés a kísértettanba 20.000 példányban fogyott el.
Munkásságát Zsámboky és Weszprémi díjjal ismerték el. A Magyar Tudományos Akadémia Élettudomány-Történeti Bizottságának titkára, a Magyar Orvostörténelmi Társaság alelnöke, az International Academy for the History of Pharmacy tagja volt.
Rövid, súlyos betegség következtében vesztette életét 66 éves korában. Volt munkahelye szerint „Intézetünkben eltöltött negyven éves munkássága kimagasló jelentőségű volt a gyűjtemény, és a magyar és nemzetközi orvostörténetírás számára. Halála pótolhatatlan űrt hagy maga után.”

## Művei
Az alább felsoroltakon túl számos könyvrészlet is fűződik nevéhez.

### Cikkei
- https://kepmas.hu/hu/dr-magyar-laszlo-andras

Szerkesztette az Orvostörténeti Közleményeket, a MediArt-ot és a Kharón Thanatológiai Szemlét.

### Ismeretterjesztő könyvei
- Bevezetés a kísértettanba, Akadémiai Kiadó, Budapest, 1999, ISBN 963-05-5383-X
- "Gyógyszer" nélkül a nátha ellen. 101 régi recept, Háttér Kiadó, Budapest, 1992, ISBN 963-7455-65-5
- A műember története, Akadémiai Kiadó, Budapest, 2002, ISBN 963-05-5996-x
- Hetes lexikon, Enciklopédia Kiadó, Budapest, 2002, ISBN 963-8477-63-6 (Kicsi Sándor Andrással közös munka)
- Különös gyógymódok kislexikona, Dictum Kiadó, Budapest, 2004 (Bibliotheca Pharmaceutica 10.)
- Démoni ragály: a pestis. Kiállításvezető: Semmelweis Orvostörténeti Múzeum, 2007. október 30–2008. szeptember 3., Semmelweis Orvostörténeti Múzeum, Könyvtár és Levéltár, Budapest, 2007, ISBN 978-963-7107-15-3 (Horányi Ildikóval közös munka)
- A repülőkenőcs. Érdekességek az egészséges és beteg test, az orvoslás és a kuruzslás történetéből, Gondolat Kiadó, Budapest, 2007, ISBN 978-963-9610-74-3
- A csámcsogó hullák és egyéb érdekességek, Kairosz Kiadó, Budapest, 2009, ISBN 978-963-662-234-3 (Orvostörténeti ritkaságok 4.)
- A jó életnek módja. A görög diététika, Medicina Könyvkiadó Zrt., Budapest, 2012, ISBN 978-963-226-382-3
- Solenoid és Pelithe : régi gyógyszerkentyűk, Corvina Kiadó, Budapest, 2017
- Paracelsus Magyarországon: 24 igaz történet, Gondolat Kiadó, Budapest, 2019

### Szépirodalmi könyvei
- Idill; Magvető, Budapest, 1989 (Új termés. Vers)
- Állat és ember, Orpheusz Kiadó, Budapest, 2001, ISBN 963-937-714-7
- A repülő dervis. Elbeszélések, Orpheusz Kiadó, Budapest, 2006, ISBN 963-9377-80-5
- Átváltozások, Syllabux, Budapest, 2014 (novellák)
- A gondmegőrző. Zsidó történetek, Múlt és Jövő Kiadó, Budapest, 2022, ISBN 978-615-5480-86-7

### Szerkesztett könyvei
- A Wesselényi-összeesküvés. Beszámoló a perről és a kivégzésekről, Helikon Kiadó, Budapest, 2005, ISBN 963-208-959-6
- Medicina Renata. Reneszánsz orvostörténeti szöveggyűjtemény, Magyar nemzeti Múzeum Semmelweis Orvostörténeti Múzeum, Budapest, 2009, ISBN 978-963-7107-16-0
- A kapzsi hóhérné. Történetek nőkről a 16-17. századból, Gondolat Kiadó, Budapest, 2012, ISBN 978-963-693-437-8
- Medicina illuminata. Felvilágosodáskori szöveggyűjtemény, Magyar nemzeti Múzeum Semmelweis Orvostörténeti Múzeum, Budapest, 2018, ISBN 9789637107160

### Műfordításai
- H. C. Agrippa von Nettesheim: Titkos bölcselet. De Occulta Philosophia, Holnap Kiadó Kft., Budapest, 1994, ISBN 963-346-078-6
- Középkori szexbreviárium, T-Twins Kiadó, Budapest, 1994, ISBN 963-7977-67-8
- Albertus Magnus: Az állatokról, Balassi Kiadó, Budapest, 1996, ISBN 963-506-071-8
- Robert Fludd de Fluctibus–Philippus de May: Chiromantia. A kéz vallomásai. Az erővonalak bölcselete, Édesvíz Kiadó, Budapest, 1997, ISBN 963-528-152-8
- T. Lobszang Rampa: A Lhászai doktor. Egy tibeti gyógyító a háború viharában, Édesvíz Kiadó, Budapest, 1998, ISBN 963-528-228-1
- Jacobus Thomasius – Ahasverus Fritschius – Enessey György: A cigányok, Orpheusz Kiadó, Budapest, 1998, ISBN 963-9101-33-8
- A. M. Matthews: A nyugalom hét kulcsa. Zavartalan, kiegyensúlyozott lelkiállapot minden helyzetben, Édesvíz Kiadó, Budapest, 1999, ISBN 963-528-367-9
- Joseph Campbell: Velünk élő mítoszok, Édesvíz Kiadó, Budapest, 2000, ISBN 963-528-409-8
- Paulus Zacchias: A házastársi kötelességről, Európa Könyvkiadó, Budapest, 2001, ISBN 963-07-7042-3
- Isten állatkertje. Válogatás a középkor és a reneszánsz állatleírásaiból, Palimpszeszt Kulturális Alapítvány, Budapest, 2001, ISBN 963-00-8748-0
- Kétarcú orvostudomány. Agrippa: Szatíra az orvosokról / Erasmus: Az orvostudomány dicsérete, Kalligram Könyv- és Lapkiadó Kft., Pozsony, 2002, ISBN 80-7149-463-1
- Magia naturalis, Kairosz Kiadó, Budapest, 2002, ISBN 978 963 956 897 6 (Orvostörténeti ritkaságok 2.)
- A depresszió természetes gyógymódjai. Híres gyógyítók leghatékonyabb módszerei, Édesvíz Kiadó, Budapest, 2003, ISBN 963-528-722-4
- Pandaemonium. A keresztény démonológia kistükre, Kairosz Kiadó, Budapest, 2004, ISBN 963-948-494-6
- Hildegard von Bingen: Okok és gyógymódok, Kairosz Kiadó, Budapest, 2004, ISBN 963-9568-30-9 (Orvostörténeti ritkaságok ?.)
- Temetkezési szokások az erdélyi románoknál, 1817 – Obiceiuri de ínmormántare la románii ardeleni 1817, Györffy István Néprajzi Egyesület, Budapest, 2006, ISBN 963-06-0045-5 (A néprajzi látóhatár kiskönyvtára 10.)
- Buddha. Egy fiatalember útja a megvilágosodásig – Történet a megvilágosodásról, Édesvíz Kiadó, Budapest, 2007, ISBN 978-963-528-972-1
- Erdély orvosi szemmel a 18-19. században, Györffy István Néprajzi Egyesület, Budapest, 2008, ISBN 978-963-06-4464-8 (A néprajzi látóhatár kiskönyvtára 11.)
- Widukindus Corbeius: A szász történet három könyve, Eötvös József Könyvkiadó, Budapest, 2009, ISBN 978-963-9955-04-2 (Eötvös Klasszikusok 97.)
- Johannes Nider: A boszorkányok szemfényvesztései, Gondolat Kiadó, Budapest, 2013, ISBN 978-963-693-469-9
- Girolamo Cardano: Életem, Gondolat Kiadó, Budapest, 2013, ISBN 978-963-693-517-7
- Köleséri Sámuel: Erdély aranybányászata, Szegedi Tudományegyetem Bölcsészettudományi Karának Irodalomtudományi Doktori Iskolája és az Erdélyi Múzeum-Egyesület, Szeged-Cluj-Napoca, 2015
- Fred Pearce: Népcsuszamlás : tömegvándorlás, elöregedés és fenyegető demográfiai katasztrófa, Gondolat Kiadó, Budapest, 2016
- Ernst Heinrich Wedel – Michael Dachselt: Értekezések a kísértetekről és a bányamanókról. Orvosi tanulmány a kísértetekről (1693) / Fizikai eszmefuttatás a bányamanókról (1662), ATTRAKTOR Könyvkiadó Kft., Máriabesnyő, 2020, ISBN 978-615-6173-09-6
- Polykarp Gottlieb[!Friedrich] Schacher és Johann Heinrich Schmid: Történeti-kritikai értekezés az orvoslásban híressé vált asszonyokról, 1738, ATTRAKTOR Könyvkiadó Kft., Máriabesnyő, 2020
- Marbodus kézikönyvecskéje a drágakövekről, Georgius Pictorius magyarázataival, ATTRAKTOR Könyvkiadó Kft., Máriabesnyő, 2020
- Robert D. Kaplan: Európa árnyékában: két hidegháború és harmincévnyi utazás Románián innen és túl, Gondolat Kiadó, Budapest, 2020
- Laurentius Stocker: Thermographia Budensis, Akadémiai Kiadó, Budapest, 2021
- A vámpírokról. 1755–1756, Balassai Kiadó, Budapest, 2021, ISBN 978-963-456-098-2
- Thomas Jordan: A járványokról, Gondolat Kiadó, Budapest, 2022, ISBN 978-963-556-226-8
- Alan Watts: A bizonytalanság bölcsessége. Üzenet szorongással teli korunknak; Ursus Libris, Budapest, 2022
- Andrew Schafer: Tiszta kezek. A korszakalkotó felfedezéstől a tébolydáig. Regény valós események alapján; ford. Magyar László András, Ferenczy Vilma Anna; L'Harmattan, Budapest, 2023